# Loxa flavicollis
Loxa flavicollis är en insektsart som först beskrevs av Dru Drury 1773.  Loxa flavicollis ingår i släktet Loxa och familjen bärfisar. Inga underarter finns listade i Catalogue of Life.